# Christian Zörb
Christian Zörb (* 1966 in Gießen) ist ein deutscher Kulturpflanzenbiologe und Pflanzenphysiologe, der zu Qualitätsanalytik wertgebender Inhaltsstoffe forscht sowie als Hochschullehrer an der Universität Hohenheim lehrt.

## Leben und Wirken
Nach seinem Abitur 1986 an der Liebigschule Gießen studierte Zörb Biologie an der Justus-Liebig-Universität Gießen, mit Diplom in Biologie (Pflanzenwissenschaften), Promotion zum Dr. rer. nat 1998 und Habilitation in Pflanzenernährung. Ab 1999 sammelte Zörb als Postdoc Erfahrungen in verschiedenen Forschungseinrichtungen in Deutschland, dem Vereinigten Königreich und den USA. Von 2005 bis 2007 war er wissenschaftlicher Mitarbeiter in der Bundesanstalt für Ernährung und Lebensmittel in Detmold.
Von 2007 bis 2012 war Zörb wissenschaftlicher Mitarbeiter an der Christian-Albrechts-Universität zu Kiel im Institut für Pflanzenernährung und Bodenkunde und von 2012 bis 2013 an der School of Biology der University of Sussex, Brighton, Vereinigtes Königreich.
Im Jahr 2012 wurde Zörb zum Professor für Allgemeine und Angewandte Botanik an die Universität Leipzig im Institut für Biologie berufen.
Seit 2014 ist Zörb Professor für Qualität pflanzlicher Produkte und Weinbau an der Universität Hohenheim. Beurlaubt wurde er 2018/2019 für ein Forschungssemester als Visiting Scholar an der University of Western Australia (Agriculture, Stress Physiology) und 2022/2023 für ein Forschungssemester als Visiting Scholar an der University of Tasmania (Plant Nutrition) sowie der University of Stellenbosch (Südafrika) im Institute of Viticulture.

## Forschungsbereiche (Auswahl)
An folgenden Forschungsprojekte waren Zörb u. a. bisher beteiligt: Qualität von Ernteprodukten in NOcsPS-Anbausystemen (CP14 und CP28); LinSel – Identifizierung von Linsengenotypen für nachhaltige Anbausysteme in gemäßigtem Klima; Wiederkehrender Trockenstress bei Mais und Weinrebe; Physiologische und biochemische Auswirkungen von Salzstress bei Mais und Ackerbohne; „FungiSens“ – Sensorbasierte Früherkennung von Falschem Mehltau in der Weinrebe; Einfluss des Stickstoffmanagements auf die Weinqualität; Zellspezifische Analyse der räumlichen Ionenmuster von Spaltöffnungen in zwei salzempfindlichen Pflanzen; Physiologische Auswirkungen von Trockenstress auf die Wurzelexsudation in der Rhizosphäre; Analyse der Kornqualität von Weizen unter Berücksichtigung der Verbesserung der N-Nutzungseffizienz; Erforschung des Potenzials von Zwiebel-Landrassen für den ökologischen Landbau (ZwiebÖL); Bread And Beer – Produktion von Weizen und Gerste mit reduziertem Aufwand im ökologischen Landbau (Rhizo4Bio); „Vitiforst: Untersuchung zu Wechselwirkungen von Rebe und Baum“.
Zörb hat mehr als 140 Fachpublikationen verfasst bzw. war daran beteiligt. Er wird in scholar.google.com mit 213 wissenschaftlichen Artikeln, 8921 Zitierungen und einem h-Index von 43 (Stand 17. Juli 2025) geführt. Er ist seit 2019 DFG-Verbindungsbeauftragter an der Universität Hohenheim.
Im Ehrenamt ist Zörb derzeit (2025) Schatzmeister der Federation of European Plant Scientists (FESPB), seit 2020; Sektionssprecher der Sektion für Angewandte Botanik in der Deutschen Botanischen Gesellschaft (DBG) seit 2024 und Vorstandsmitglied der Deutschen Gesellschaft für pflanzliche Qualitätsforschung (DGQ) seit 2018.